# Ranitomeya flavovittata
Ranitomeya flavovittata es una especie de anfibio anuro de la familia Dendrobatidae.

## Distribución geográfica
Esta especie es endémica de la región de Loreto del Perú. Habita en la cuenca del río Ucayali.

## Publicación original
- Schulte, 1999 : Pfeilgiftfrösche Artenteil Peru. Nikola Verlag, Stuttgart p. 1-292.[5]